# Perry Anderson
Francis Rory Peregrine Anderson (Londres, 11 de setembro de 1938) é um historiador, filósofo político e ensaísta marxista inglês, professor de História e Sociologia na Universidade da Califórnia em Los Angeles e editor da New Left Review. É irmão do historiador Benedict Anderson.

## Biografia
Sua formação política data de 1956, quando ingressou na Universidade de Oxford e passou a militar em grupos de esquerda na faculdade. À semelhança de vários intelectuais de sua geração, seu  interesse pelo marxismo teve, num primeiro momento, a influência de Jean-Paul Sartre, a qual se evidencia particularmente em Questão de Método, publicado em 1960. No mesmo ano surge a New Left Review, que se engajou no movimento britânico contra os armas nucleares. A campanha sofreu uma grande derrota, causando uma profunda crise na revista. Logo depois, Perry Anderson tornou-se editor. Foram necessários dois anos para que ele criasse um novo corpo editorial, agora declaradamente marxista.
Perry Anderson trouxe para a revista a um profundo conhecimento da obra de Sartre e do marxismo. Inicialmente  sua linha editorial sofreu a influência de Gramsci e mais tarde de Lukács e Althusser. Dedicou-se a introduzir, comparar e criticar as principais correntes da tradição marxista ocidental. Em 1962, publicou  "Portugal and the End of Ultra-Colonialism", onde estudou a estrutura do império colonial português e previu o seu fim. A derrota do movimento de 1968 na França conduziu Perry Anderson ao estudo do Estado burguês nos países desenvolvidos. Daí resultaram dois livros: Passagens da Antiguidade ao Feudalismo e Linhagens do Estado Absolutista, ambos de 1974, além de uma obra não concluída sobre  as revoluções burguesas.
A essas pesquisas somam-se inúmeros artigos publicados na New Left Review no anos 1960 sobre o caráter da sociedade e da cultura inglesas, onde polemizou vivamente com E. P. Thompson. Nos últimos anos, sua obra enveredou-se por outra vertente: a análise do "marxismo oficial" do PCUS, iniciada com a publicação de Considerações sobre o Marxismo Ocidental, de 1976, e continuada com A crise da crise do Marxismo, de 1983.

## Livros publicados
- Portugal and the End of Ultra-Colonialism, 1962 (edição brasileira: Portugal e o fim do ultracolonialismo. Rio de Janeiro: Civilização Brasileira, 1966).
- Passages From Antiquity to Feudalism, 1974 (edição portuguesa: Passagens da antiguidade ao feudalismo. Porto: Edições Afrontamento, 1985).
- Lineages of the Absolutist State, 1974 (edição brasileira: Linhagens do Estado Absolutista. São Paulo: Editora Brasiliense, 1985).
- Considerations on Western Marxism, 1976 (edição brasileira: Considerações sobre o Marxismo Ocidental/Nas trilhas do materialismo histórico. São Paulo: Boitempo Editorial, 2004).
- Arguments within English Marxism, 1980.
- In the Tracks of Historical Materialism, 1983 (edição brasileira: Considerações sobre o Marxismo Ocidental/Nas trilhas do materialismo histórico. São Paulo: Boitempo Editorial, 2004).
- English Questions, 1992.
- A Zone of Engagement, 1992 (edição brasileira: Zona de Compromisso. São Paulo: Unesp, 1996).
- O Fim da História: de Hegel a Fukuyama. São Paulo: Zahar, 1992 (retirado de A zone of engagement).
- Mapping the West European Left, 1994 (organizador)(edição brasileira: Um mapa da esquerda na Europa Ocidental. São Paulo: Contraponto, 1996).
- The Origins of Postmodernity, 1998 (As Origens da Pós-Modernidade.
- Afinidades Seletivas. São Paulo: Boitempo Editorial, 2002.
- Spectrum: From Right to Left in the World of Ideas, 2005 (edição brasileira: Espectro - Da direita a esquerda no mundo. das ideias. São Paulo: Boitempo Editorial, 2012).
- The New Old World, 2009.
- The Indian Ideology, 2012.
- American Foreign Policy and Its Thinkers, 2015 (edição brasileira: A política externa americana e seus teóricos. São Paulo: Boitempo Editorial, 2015.
- Brazil Apart: 1964-2019, 2019 (edição brasileira: Brasil à parte. São Paulo: Boitempo Editorial, 2020).